# 蛟洋镇
蛟洋镇是中国福建省龙岩市上杭县下辖的一个镇。

## 历史沿革
2012年1月，蛟洋乡更名为蛟洋镇。

## 行政区划
蛟洋镇共辖25个行政村，分别是：
蛟洋村、塘厦村、丘坊村、华家村、再兴村、中村村、坪上村、再嘉村、邹坑村、文都村、苏坑村、丰年村、贵竹村、秋竹村、小和村、梅坝村、坪埔村、下道湖村、崇头村、东乾村、陈坊村、文地村、杨梅坑村、达理村、桃源村。